# Jova (gradina)
Gradina Jova u selu Studenvima, općina Lovreć.

## Opis
Nastala od 2500. pr. Kr. - 400.. Arheološko nalazište gradina Jova nalazi se s južne strane ceste Studenci-Imotski na 773 metara nadmorske visine na istoimenom brdu. Zaravnjeni plato gradine je ovalna tlocrta, dimenzija 90 x 60 metara, izdužen u pravcu S-J, a zajedno s bedemima zauzima oko 8000 metara kvadratnih. Branjen je jednostrukim bedemom s južne i zapadne strane, a samo djelomično, u dužini od desetak metara, sa sjeverozapadne strane. Ulomak trakaste ručke, kao i ostali površinski nalazi keramike upućuju na zaključak da je gradina bila korištena u rano brončano doba. Na istočnoj strani gradine nalazi se velika gomila, promjera oko 30 metara i visoka od 4-5 metara. Gomila je najvjerojatnije služila u kultne svrhe te je vjerojatno nastala kasnije, kada gradina gubi svoju obrambenu funkciju. Zapadno od gradine, na udaljenosti oko 100 metara nalazi se prapovijesna gomila. Gomila je promjera oko 10 metara i visine oko 2 metra. Na vrhu gomile je suhozidni zaklon visine oko 0,5 metara. Gomila je u uskoj vezi sa životom na gradini.

## Zaštita
Pod oznakom Z-6943 zavedena je kao nepokretno kulturno dobro - pojedinačno / arheologija, pravna statusa zaštićena kulturnog dobra, klasificirano kao "kopnena arheološka zona/nalazište".